# Heliographa paulistana
Heliographa paulistana är en tvåvingeart som beskrevs av Guilherme A.M.Lopes och Khouri 1991. Heliographa paulistana ingår i släktet Heliographa och familjen husflugor. Inga underarter finns listade i Catalogue of Life.